# Association française pour la recherche en droit administratif
 (septembre 2011).
L'Association française pour la recherche en droit administratif (AFDA) est une association loi de 1901 qui est une société savante fondée en mai 2006.
Ses objectifs affichés sont :
- de conduire et d’encourager des études et des recherches ainsi que d’organiser des manifestations scientifiques dans le domaine du droit administratif en France et à l’étranger,
- de constituer et de participer à des réseaux scientifiques œuvrant dans le même domaine,
- de participer à la réflexion sur l’évolution et l’enseignement du droit administratif et d’émettre des propositions dans ces domaines.

## Manifestations organisées
L'association organise un colloque annuel itinérant en France, des journées thématiques, remet deux prix de thèse à des jeunes chercheurs (Prix de l'AFDA pour une thèse en droit administratif et Prix « Jean Rivero » décerné conjointement avec l'association française de droit constitutionnel (AFDC) pour une thèse portant sur le droit des libertés) et organise un colloque de jeunes chercheurs.

### Colloques
- 50e anniversaire des Grands arrêts de la jurisprudence administrative (Paris, 2006)
- La personnalité publique (Paris, 2007,  (ISBN 978-2-7110-0971-8))
- La compétence (Nancy, 2008,  (ISBN 978-2-7110-1321-0))
- La doctrine (Montpellier, 2009,  (ISBN 978-2-7110-1415-6))
- Les droits publics subjectifs des administrés (Bordeaux, 2010,  (ISBN 978-2-7110-1544-3))
- La puissance publique (Grenoble, 2011,  (ISBN 978-2-7110-1658-7))
- Les évolutions contemporaines de la responsabilité administrative (Toulouse, 2012)
- Le service public (Strasbourg, 2013)
- Les procédures administratives (Paris, 2014)

### Journées d'études
- Les rémunérations des fonctionnaires (Lyon, 2008)
- Le droit administratif vu par l’administration (Sceaux, 2009)
- Bicentenaire de la loi du 8 mars 1810 sur l’expropriation (Tours, 2010)
- Droit administratif et libertés. Quelles leçons tirer de l’Histoire ? (Nantes, 2011)
- Le pouvoir de sanction de l'administration (Limoges, 2012)

### Printemps de la jeune recherche juridique
- Hommage à Jean Rivero (Montpellier, 2009)
- Hommage à André de Laubadère (Bordeaux, 2010)
- Hommage à Gaston Jèze (Grenoble, 2011)
- Hommage à Léon Blum (Toulouse, 2012)
- Hommage à Marcel Waline (Strasbourg, 2013)
- Hommage à Roger Bonnard (Paris, 2014)

## Publications
L'ensemble des actes des manifestations scientifiques organisées par l'AFDA sont publiées dans des revues à comité de lecture ou dans des collections universitaires[réf. souhaitée].
Les éditions LexisNexis éditent une collection spécifique : « Travaux de l'AFDA » qui comprend une partie des actes de colloques. Cette maison d'édition publie également certains actes dans l'édition Administration et collectivités locales du Jurisclasseur périodique (La semaine juridique).
Les autres actes sont publiés soit à la revue du droit public et de la science politique en France et à l'étranger (éditions Lextenso) soit à la revue française de droit administratif (éditions Dalloz).

## Rayonnement international
Le droit administratif français a présenté la caractéristique de ne pas disposer de société savante durant de nombreuses années. En effet, le Conseil d'État à travers l'IFSA (Institut français des sciences administratives) assurait de facto ce rôle.